# Zoo Drážďany
Zoologická zahrada Drážďany je zoologická zahrada v Drážďanech v Německu. Byla otevřena v roce 1861 a je to čtvrtá nejstarší zoologická zahrada v Německu.
Zoologická zahrada se nachází na jižním okraji velkého parku Großer Garten a chová přibližně 3000 zvířat od téměř 400 druhů živočichů, zejména asijských zvířat.
Zoo je členem Světové asociace zoologických zahrad a akvárií (WAZA) a Evropské asociace zoologických zahrad a akvárií (EAZA).

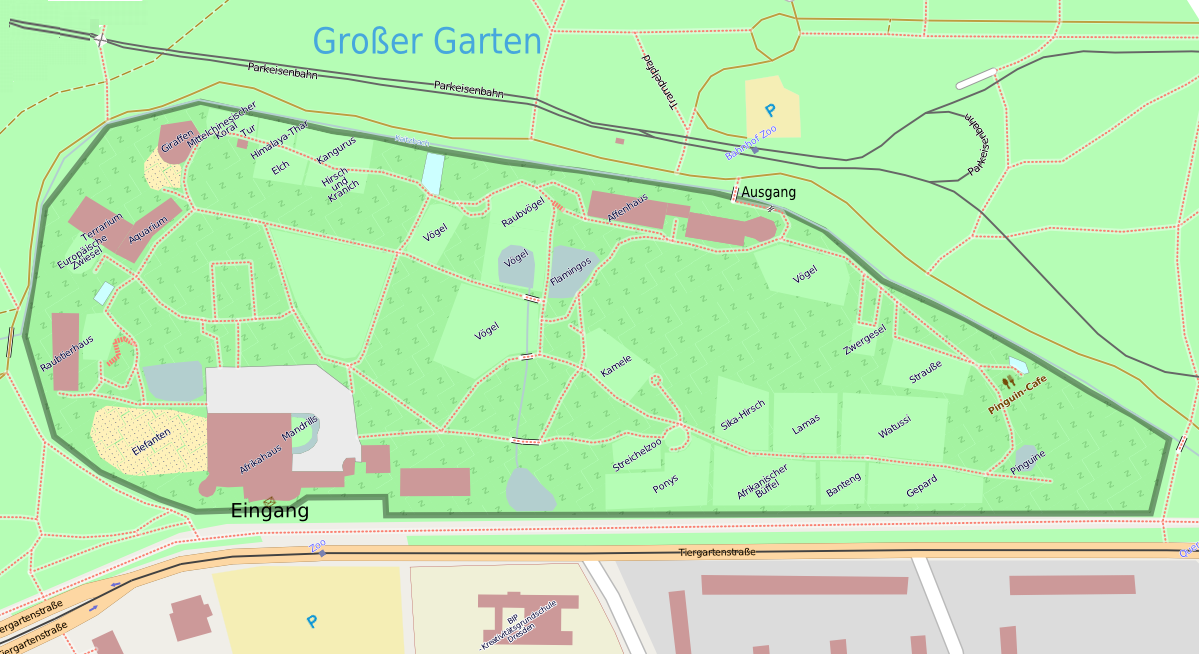
Mapa Drážďanské zoo

## Fotogalerie

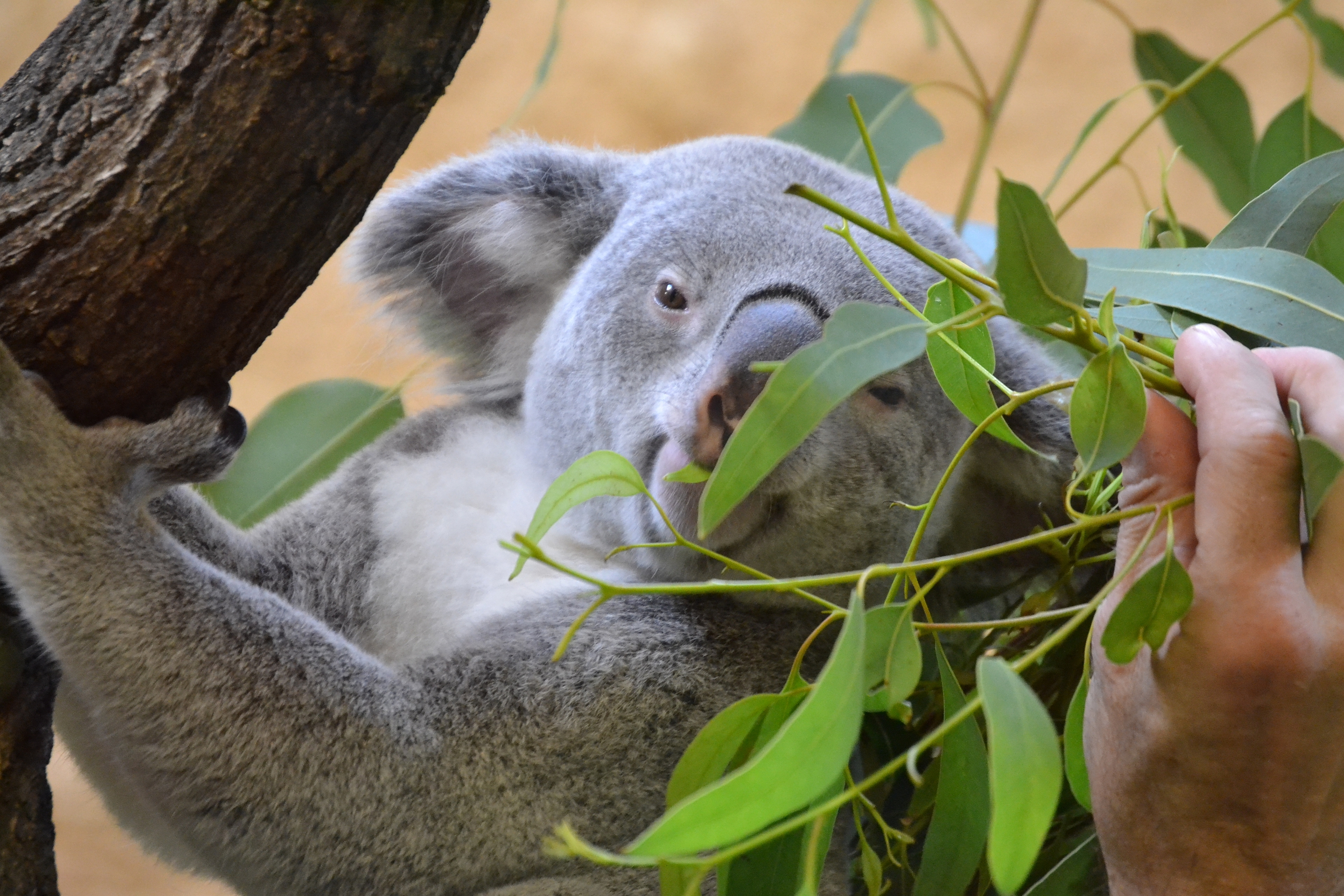
Koala - jedna z rarit v zoo
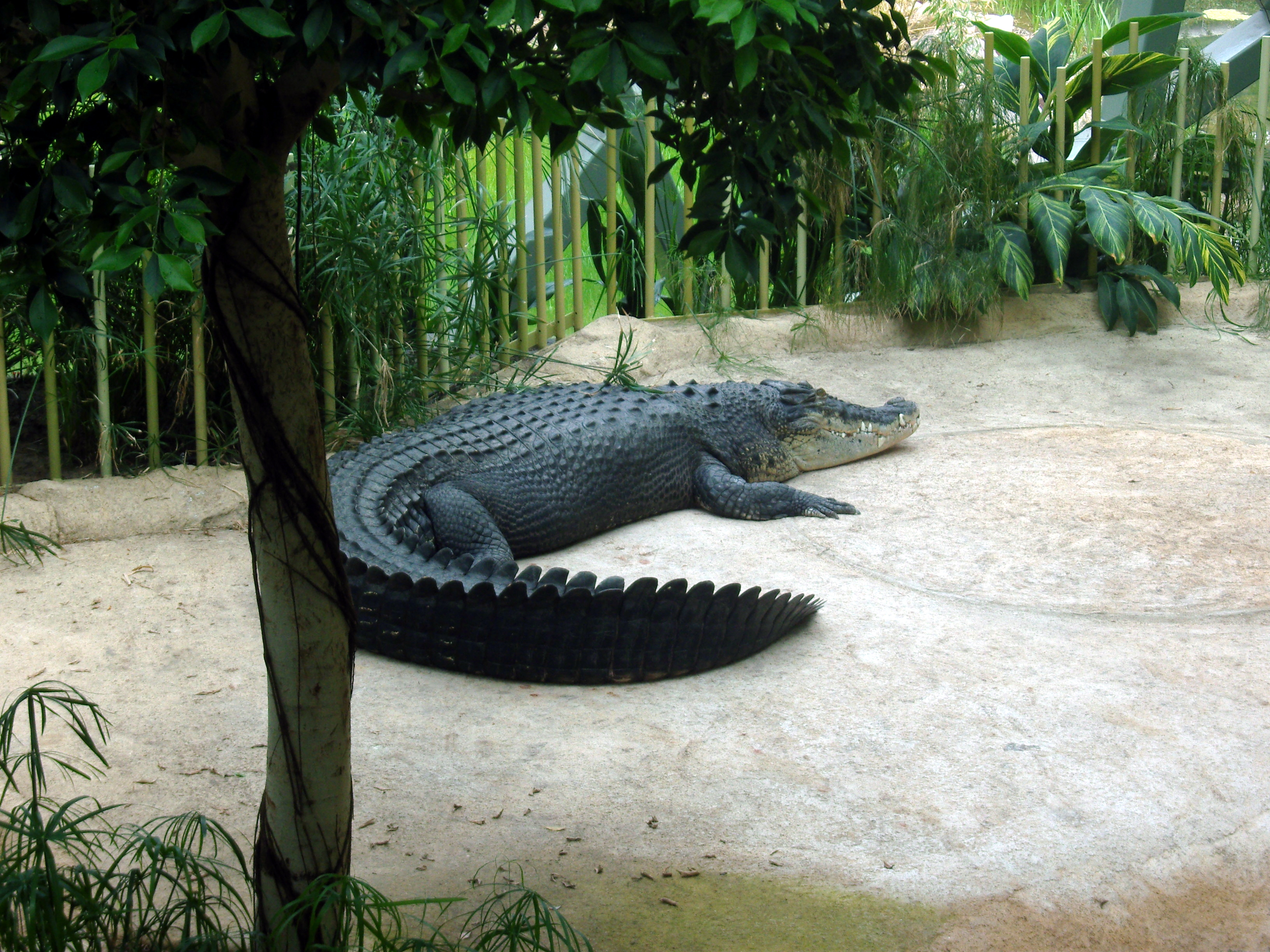
Krokodýl Max
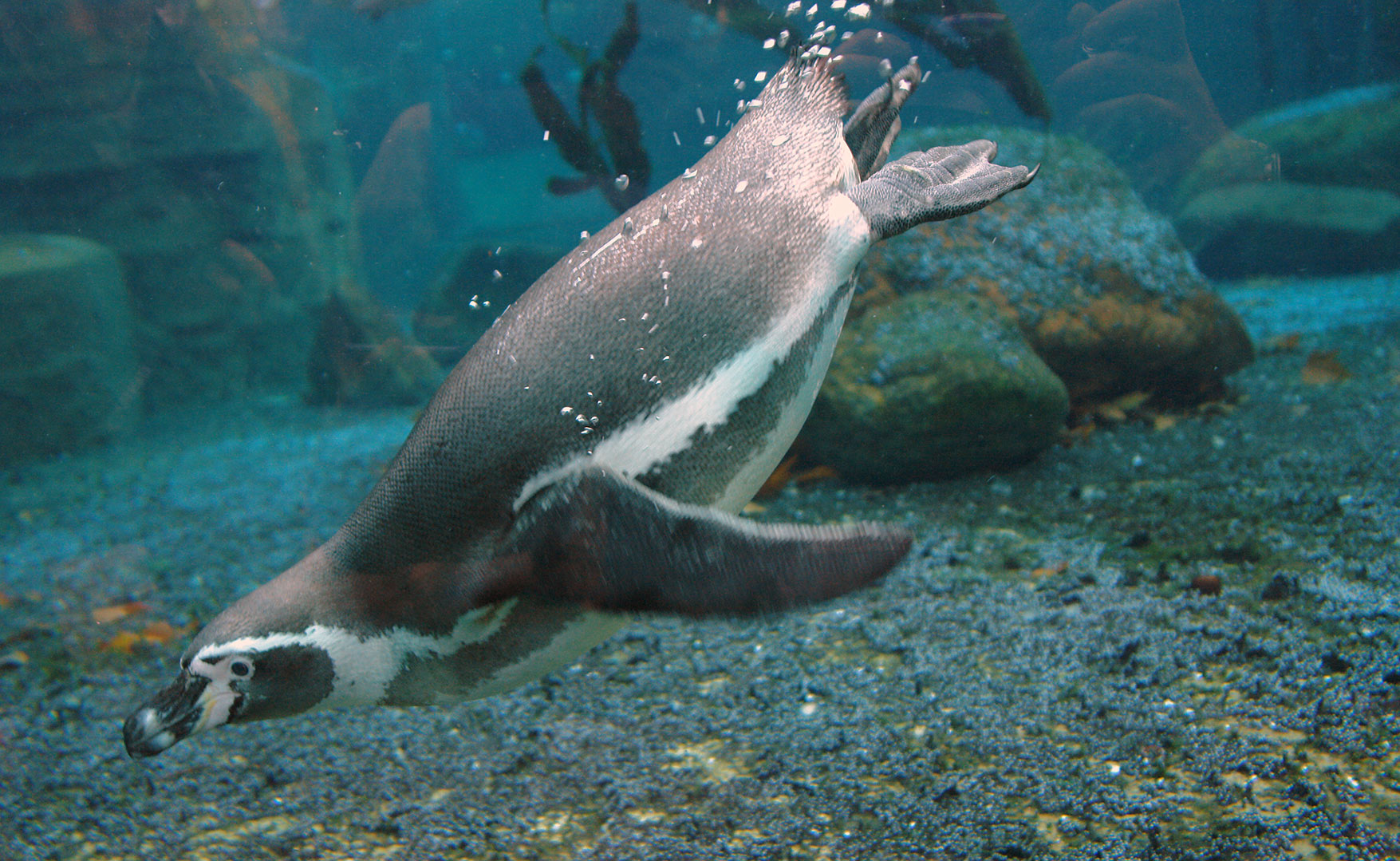
Tučňáci